# Rhinoptera
Genre
Rhinoptera est un genre de raies de la famille des Rhinopteridae.

## Liste des espèces
Selon World Register of Marine Species (3 mars 2025) :
- Rhinoptera bonasus (Mitchill, 1815)
- Rhinoptera brasiliensis Müller, 1836
- Rhinoptera javanica Müller & Henle, 1841[2]
- Rhinoptera jayakari Boulenger, 1895
- Rhinoptera marginata (Geoffroy Saint-Hilaire, 1817)
- Rhinoptera neglecta Ogilby, 1912
- Rhinoptera steindachneri Evermann & Jenkins, 1891

## Galerie

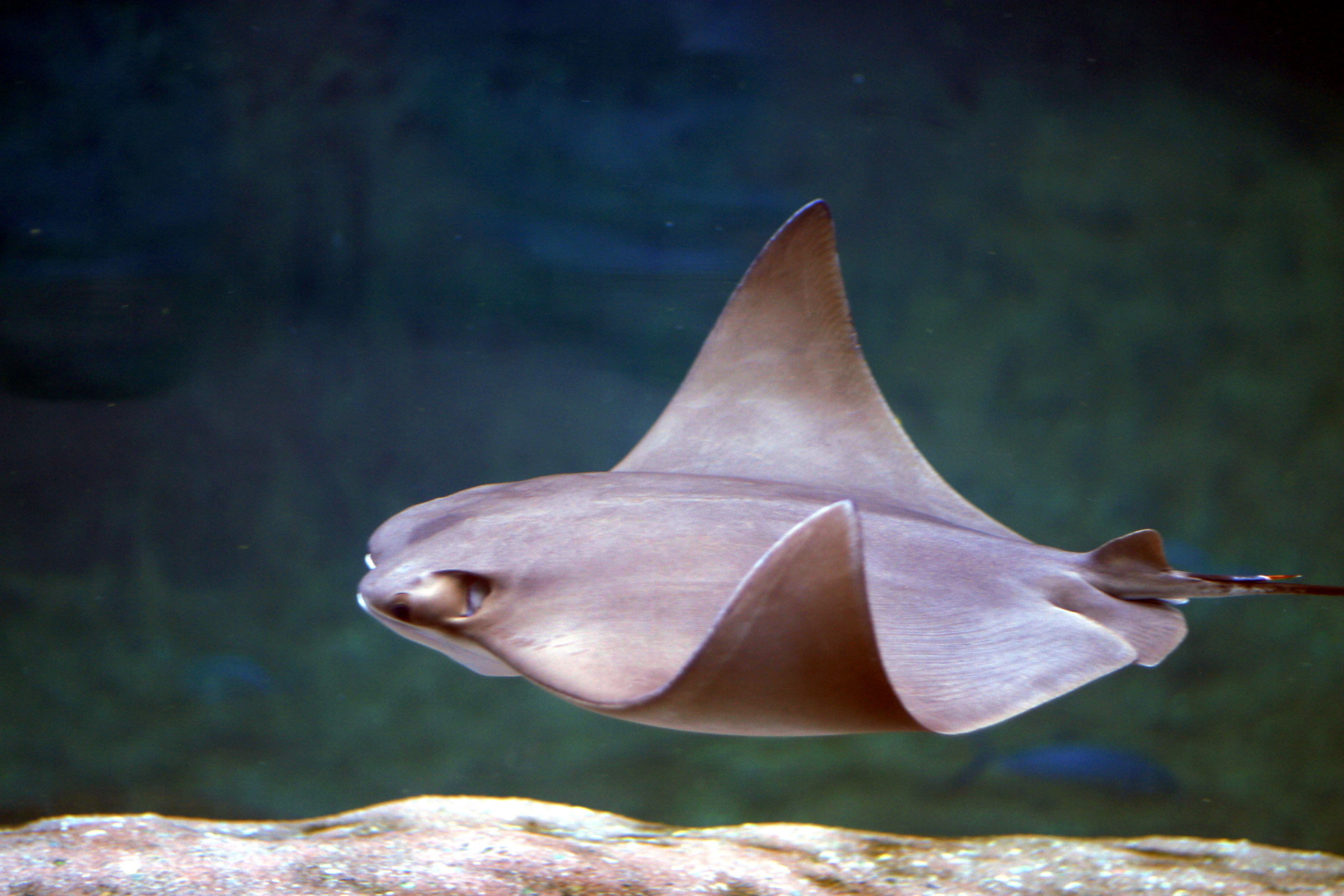
Rhinoptera bonasus
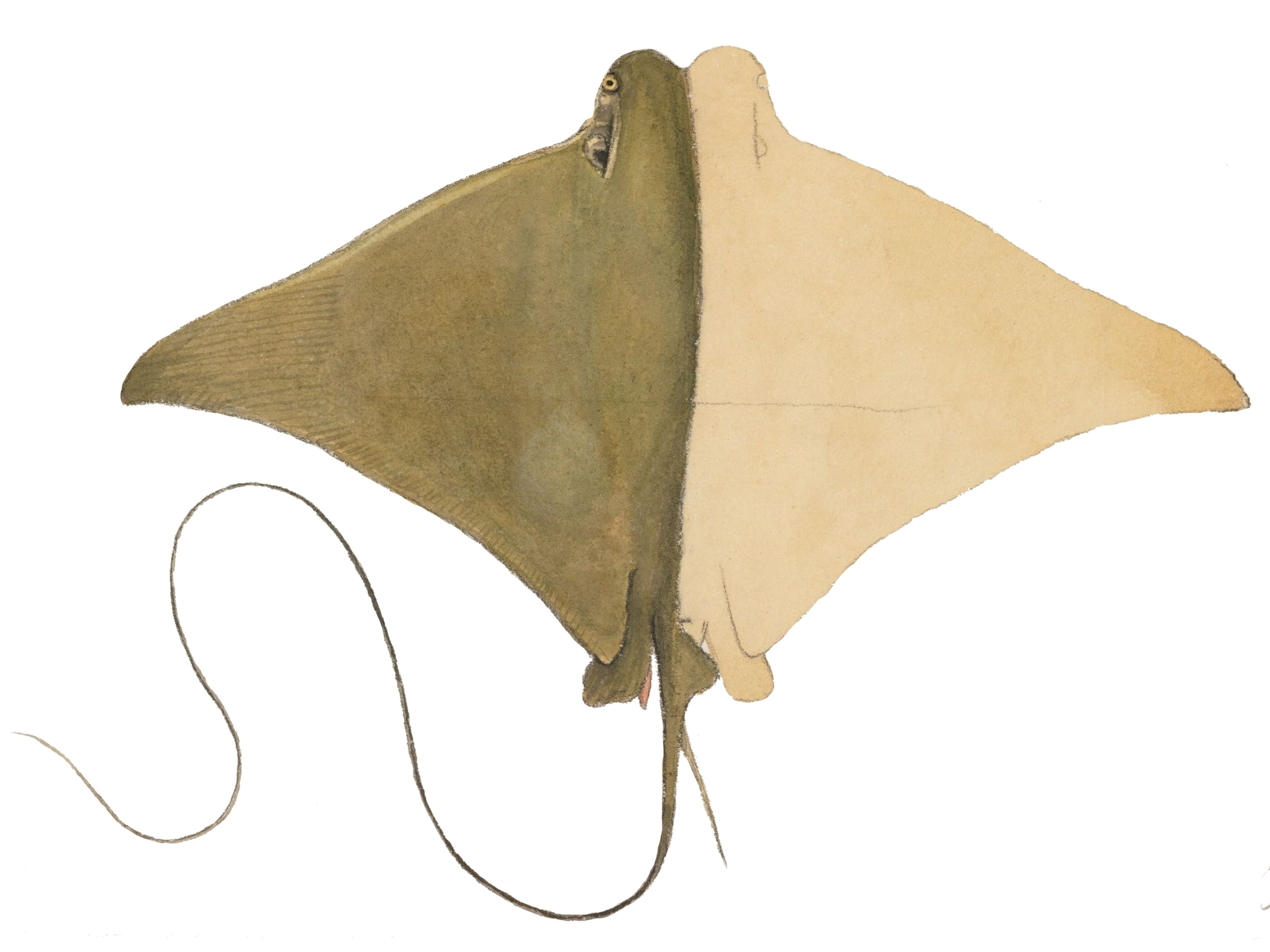
Rhinoptera brasiliensis
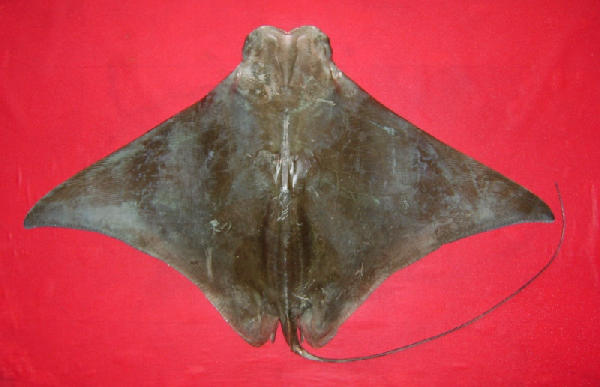
Rhinoptera javanica
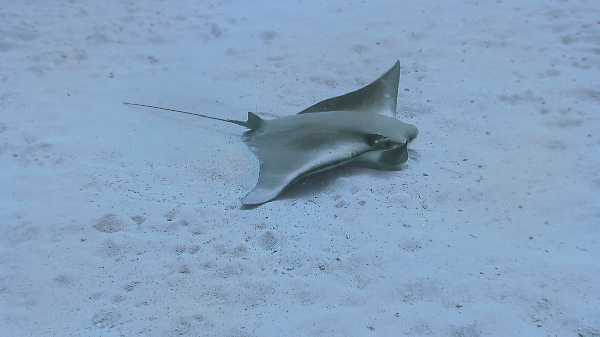
Rhinoptera marginata
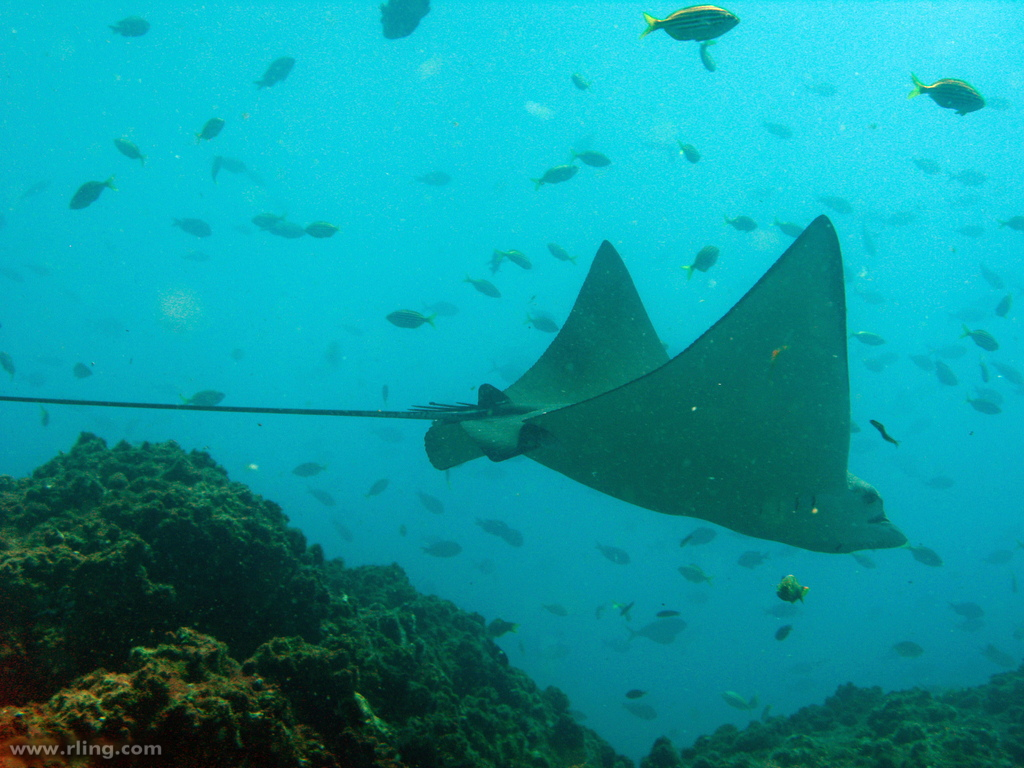
Rhinoptera neglecta
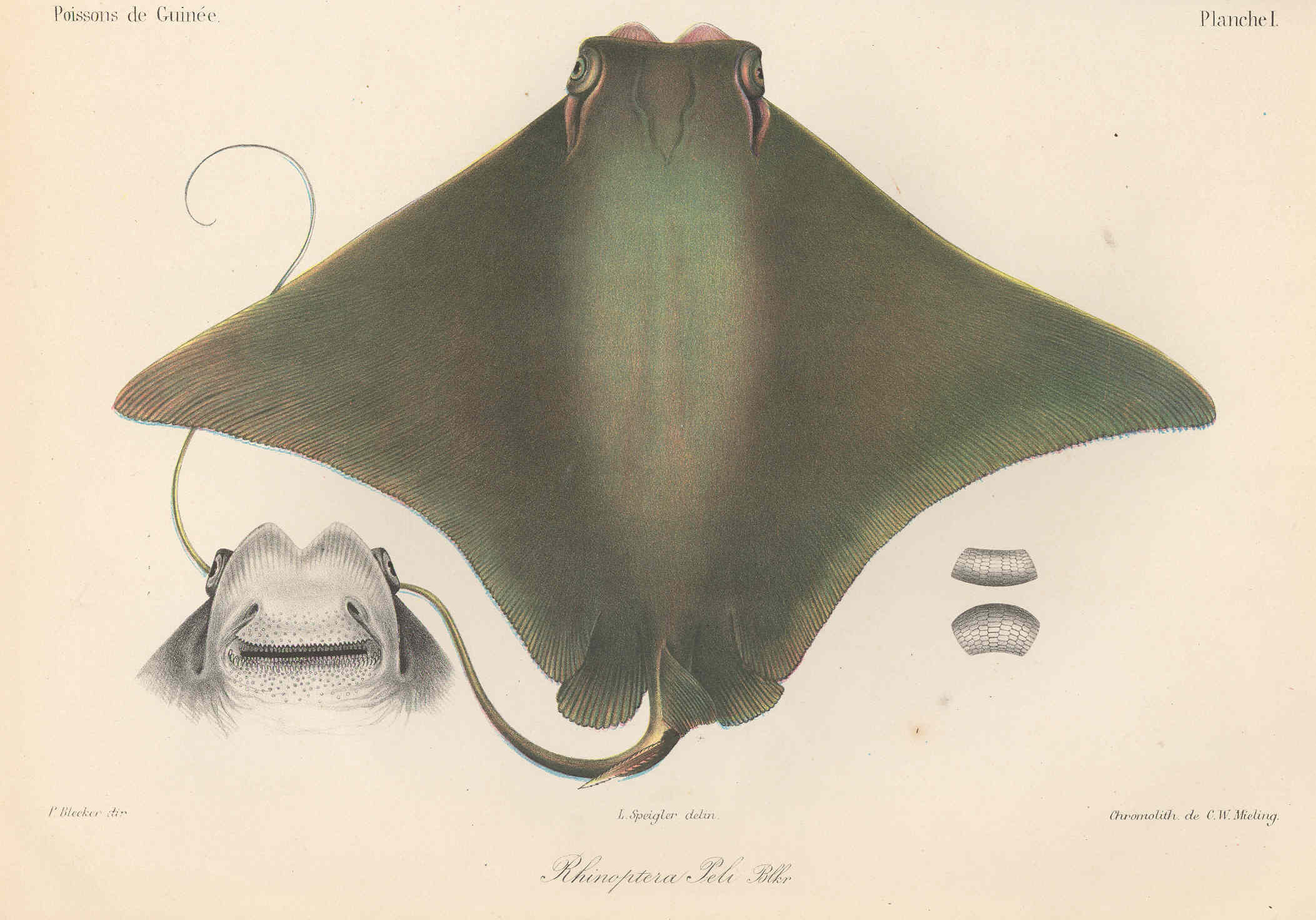
Rhinoptera peli
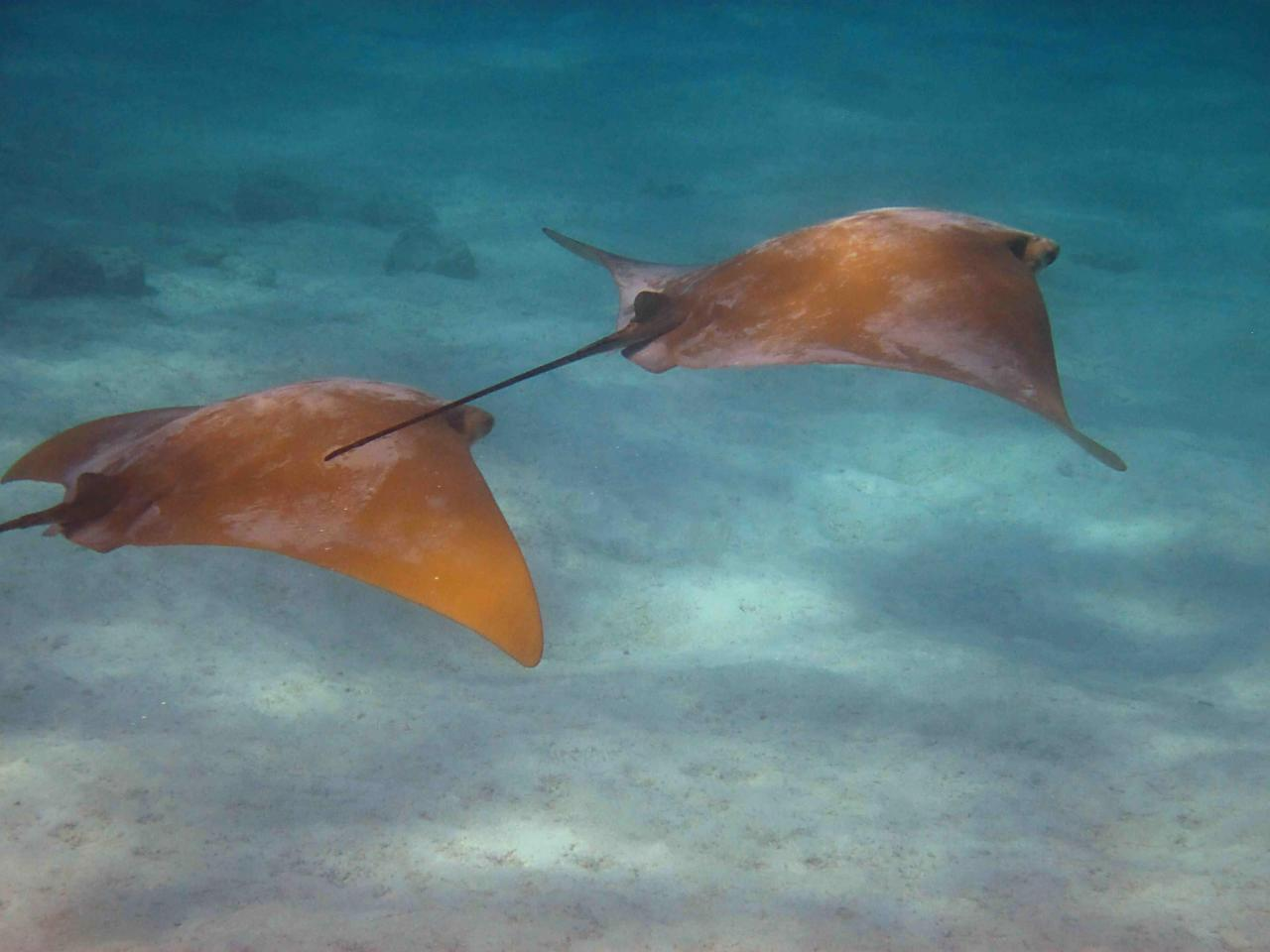
Rhinoptera steindachneri

## Systématique
Le nom valide complet (avec auteur) de ce taxon est Rhinoptera Cuvier, 1829.
Rhinoptera a pour synonyme :
- Rhinopthera